# 梅爾加 (托利馬省)

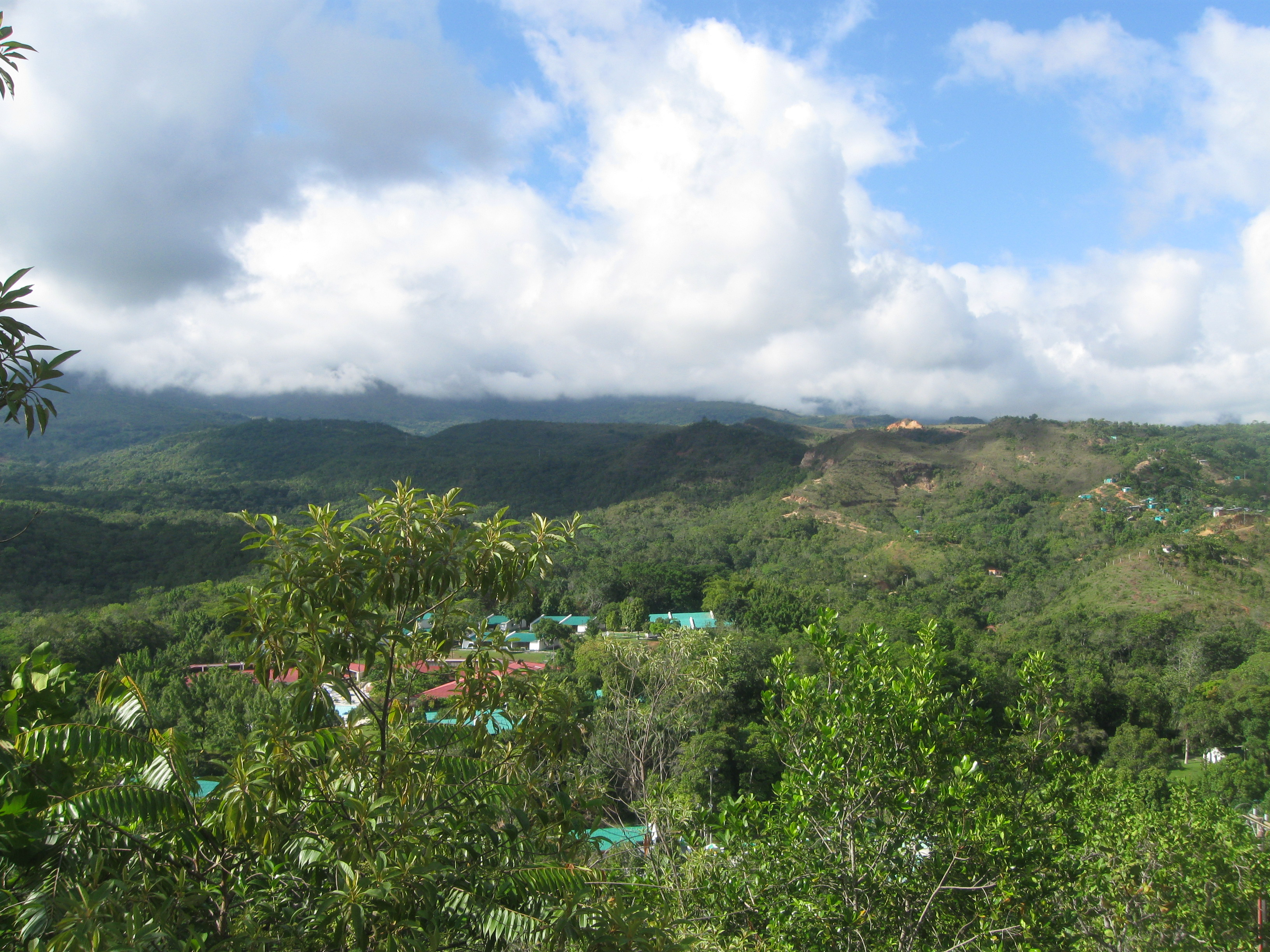

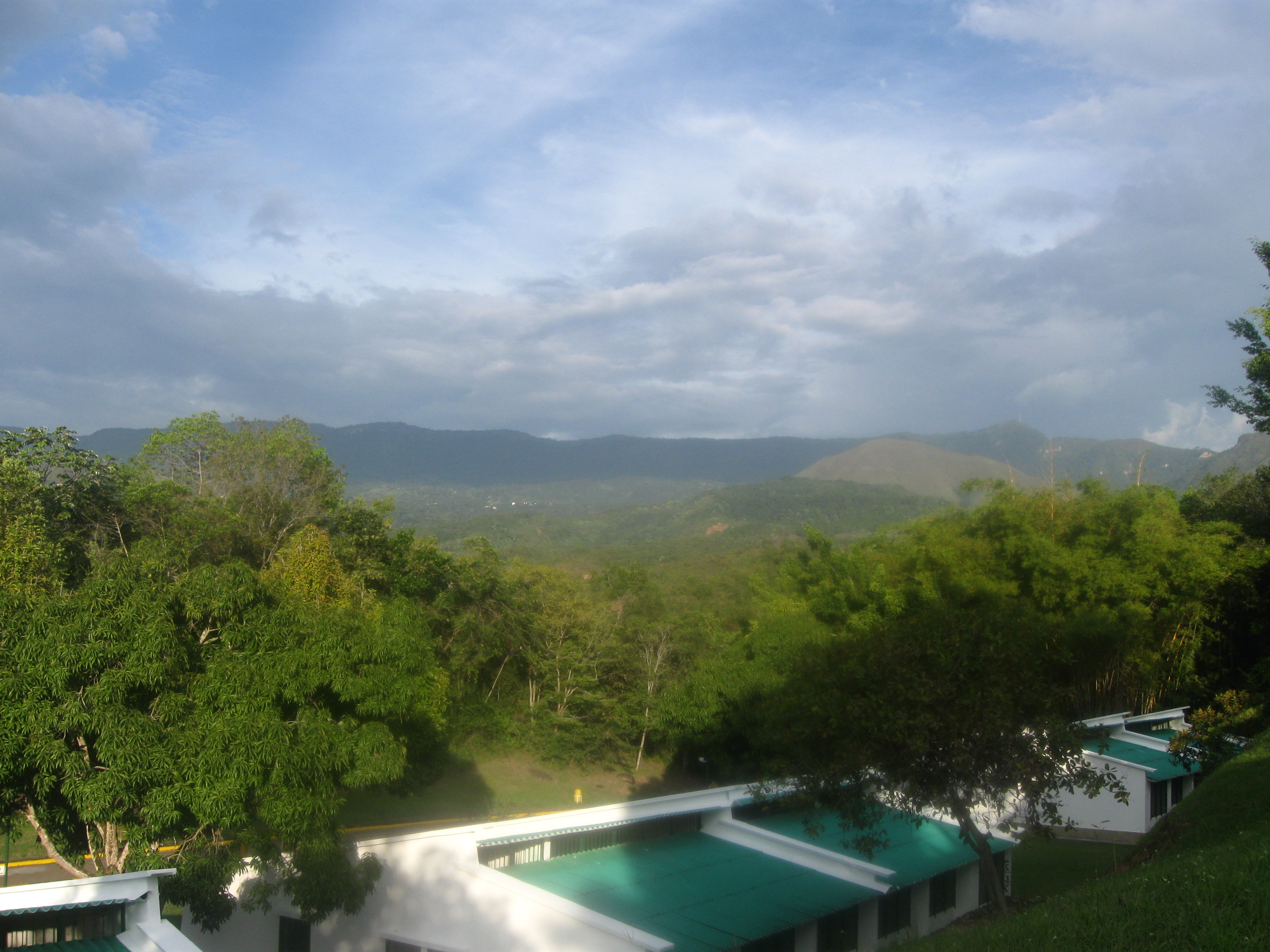

梅爾加是哥倫比亞的城鎮，位於該國中西部，由托利馬省負責管轄，距離首都波哥大約98公里，面積215平方公里，海拔高度323米，主要經濟活動有貿易業和旅遊業，2005年人口32,636。

## 外部連結
- （西班牙文） Official Website （页面存档备份，存于）
- （西班牙文） Travel Guide Website （页面存档备份，存于）
- （西班牙文） Local Government Office Website
- Colartes